# Zeugopterus regius
Il rombo peloso (Zeugopterus regius) è un pesce di mare della famiglia Scophthalmidae.

## Distribuzione e habitat
Si incontra in Oceano Atlantico tra il Marocco e la Scozia, talvolta fino alla Norvegia meridionale e nel mar Mediterraneo, dove è abbastanza comune, soprattutto nell'alto Adriatico e nel golfo del Leone.

Vive su fondi rocciosi, talvolta anche su substrati detritici o sabbiosi, tra acque molto basse e 300 metri di profondità.

## Descrizione
Ha corpo di contorno ovale, della forma caratteristica dei pesci piatti. La bocca è grande e gli occhi sono più grandi e ravvicinati che nelle specie più comuni di rombo come il rombo liscio o il rombo chiodato. Il primo raggio della pinna dorsale è allungato (ma viene perduto facilmente). Tutto il corpo è coperto di piccole appendici cutanee simili a peli.

Il colore è sui toni del bruno, del rossastro o del beige, a seconda del substrato su cui è posato, con varie macchie irregolari e marezzature molto variabili. Nella metà posteriore del corpo è sempre presente una macchia ocellare scura molto evidente, con centro giallastro.

La taglia media è sui 15 cm.

## Biologia
Al contrario degli altri pesci piatti questa specie preferisce i fondali duri, vi si adagia rimanendovi attaccato grazie ad una sorta di "effetto ventosa" e si muove strisciando lentamente. È quasi impossibile da scorgere nel suo ambiente, in cui è molto mimetico.

## Pesca
Si cattura talvolta con reti e lenze, non ha nessun interesse per la pesca professionale né per la pesca sportiva.